# Mario Pagano
Mario Pagano (Caracas 3 de junio de 1975) es un director de cine, guionista, productor, fotógrafo, artista visual, compositor y escritor venezolano.

## Biografía
Empezó a contar historias desde los 15 años, con la cámara de vídeo 8 que le regalaron su padres, con la que realiza sus primeros bocetos cinematográficos.
Su padre es de Italia y su madre es de Venezuela, criado en un ambiente donde el arte y la música eran protagonistas.
A los 18 años, comenzó a trabajar en comerciales y programas de T.V. Paralelamente, estudia la carrera de Publicidad en la universidad.
Vive una breve temporada en París, donde amplía su conexión con el Arte, a través de la moda, y regresa a Caracas para estudiar la carrera de actuación, con el objetivo de comprender la metodología del actor y abrirse camino hacia la dirección de cine.
En 1998, se dedica a la fotografía de manera autodidacta con un estilo fotográfico colorido, utilizando la narración a través de las imágenes que crea. Colabora con revistas de moda y agencias de publicidad de Latinoamérica hasta que a los 27 años recibe el premio como: “Mejor Fotógrafo de Moda en Latinoamérica” en los: “Vogue Latin Fashion Award”, tras lo cual Mario se instala en Nueva York para estudiar cine en el Escuela de Cine de Nueva York. Durante su estadía en Nueva York, dirige sus tres primeros cortometrajes.
En el 2003, se traslada a Madrid, donde continúa con su carrera artística y realiza diferentes proyectos de ficción, series de T.V. vídeo clips y spots publicitarios. También hace incursión en el teatro, dirigiendo y produciendo, donde experimenta la inmediatez de la reacción del público y el cambio orgánico de la puesta en escena.
En Madrid realiza sus siguientes cuatro cortometrajes, destacando entre ellos: Shock, que obtuvo la “mención especial Calle 13” en el festival español: “Notodo Film Fest” y fue seleccionado en una gran variedad de festivales internacionales.
En 2016 estrenó su ópera prima: Backseat Fighter, de la que es guionista, director, productor y director de fotografía. Una producción independiente, rodada en inglés, que se estrenó en salas de cine en varios países y seleccionada en festivales de cine internacionales, hasta que en 2018 Backseat Fighter gana el premio a Mejor Película en el Festival de Cine de Acción de España, llevándose también otros dos premios: Mejor Actor de Acción y Mejor Coordinador de Acción.
En el 2020 publica su primer libro de relatos cortos titulado: Monitor,   Una obra literaria con la que continúa su trabajo multidisciplinar como contador de historias.
En el 2022 comienza el trabajo artístico de una obra titulada: Deformed Beauty donde trabaja con Pintura, Videoarte y Fotografía, con la que es seleccionado y premiado dos años seguidos en el prestigioso International Photography Awards 2022 y 2023 y nominado al Fine Art Photography Awards. Retoma su trabajo como Videoartista con el que crea piezas en paralelo a su trabajo cinematográfico y coordina el grupo de Videoartistas de la Asociación de Artistas Visuales de Madrid, en la que es comisario de las Muestras expuestas en Galerías y Museos.
En el 2024 estrenó en salas de cine de España: Nueva Tierra, un Thriller de Fantasía Distópica, en la que es: guionista, director, productor, director de fotografía y compositor. La película cuenta con destacadas figuras del cine español Iván Sánchez Imanol Arias y Juan José Ballesta.
A comienzo del 2025 termina el rodaje de Amor Eterno, su último largometraje, avalado por dos importantes Museos de Arte Contemporáneo internacionales y donde Pagano hace su apuesta más artística mezclando cine y arte.

## Filmografía

### Cine

#### Director, guionista, productor
| Año  | Película         | Tipo         |
| ---- | ---------------- | ------------ |
| 2002 | Suicide Note     | Cortometraje |
| 2002 | Wish             | Cortometraje |
| 2003 | Puzzle           | Cortometraje |
| 2007 | Once             | Cortometraje |
| 2010 | Shock            | Cortometraje |
| 2012 | 7 Motherfuckers  | Cortometraje |
| 2013 | Otra Vez         | Cortometraje |
| 2016 | Backseat Fighter | Largometraje |
| 2024 | Nueva Tierra     | Largometraje |

### TV
| Año  | Programa | Tipo   |  |
| ---- | -------- | ------ |  |
| 2012 | Way Out  | Piloto |  |

## Premios y reconocimientos

### Cine
| Año  | Título           | Cargo                          | Reconocimiento |
| ---- | ---------------- | ------------------------------ | --- |
| 2018 | Backseat Fighter | Director, Guionista, Productor | "Festival de Cine de Acción de España" Ganador de: Mejor Película / Mejor Actor de Acción (Iván Sánchez) Mejor Coordinador de Acción (Fidel Zerda) |
| 2016 | Backseat Fighter | Director, Guionista, Productor | Selección Oficial en Venezuelan Film Festival in New York Selección Oficial en Festival de Cine Fine Arts (Puerto Rico y República Dominicana) |
| 2010 | Shock            | Director, Guionista, Productor | Premios NotodoFilmest Mención especial Calle 13 - Seoul International Extreme Short-Image & Film Festival (Korea) - SPAM “cinema insolite” (Canadá) - Cine Negro de Manresa (Spain) - Salento Finibus Terrae Film Festival (Italy) - Macabro – Festival Internacional de Cinde de Horror (México) - South African”Horrorfest” (South Africa) - FIBABC ” Festival Inberoamericano de Cortometrajes ABC.es (Spain) - XV Semana del Cortometraje de la Comunidad de Madrid (Spain) - Antic Teatre Horror Picture Show (Spain) - Festival de Cine Centrifugado y Canalla (Spain) - Certamen Audiovisual de Cabra ( Spain) - Fantosfreak (Spain) - Art Nalón (Spain) - Concurso de Cortos de Terror de Ores (Spain) - Oxubofest. Festival de Cine Extraño y de Terror (Spain) - Landshuter – Kurtz Film Festival (Hamburgo) |

Fotografía
| Año  | Título                           | Cargo                              | Premio                                                              |
| ---- | -------------------------------- | ---------------------------------- | ------------------------------------------------------------------- |
| 2002 | Vogue Latin Fashion Awards       | Fotógrafo de Moda                  | Mejor fotógrafo de moda de Latinoamérica                            |
| 2020 | International Photography Awards | Fotógrafo de la campaña Tooletries | Mención de Honor en la categoría de Publicidad                      |
| 2021 | International Photography Awards | Fotógrafo de Fine Art              | Mención de Honor                                                    |
| 2022 | International Photography Awards | Fotógrafo de Fine Art              | Selección Oficial en la categoría de Fine Art, Nudes                |
| 2023 | International Photography Awards | Fotógrafo de Fine Art              | Mención de Honor en la categoría Fine Art, Nudes                    |
| 2023 | Fine Art Photography Awards      | Fotógrafo de Fine Art              | Nominado en la categoría Fine Art, Nudes                            |
| 2024 | Monochrome Photography Awards    | Fotógrafo de Fine Art              | Mención de Honor en la categoría de Blanco y Negro, Fine Art, Nudes |